# شترگلو
شُتُرگَلو (به انگلیسی: trap) یکی از قطعات مورد استفاده در لوله‌کشی است.

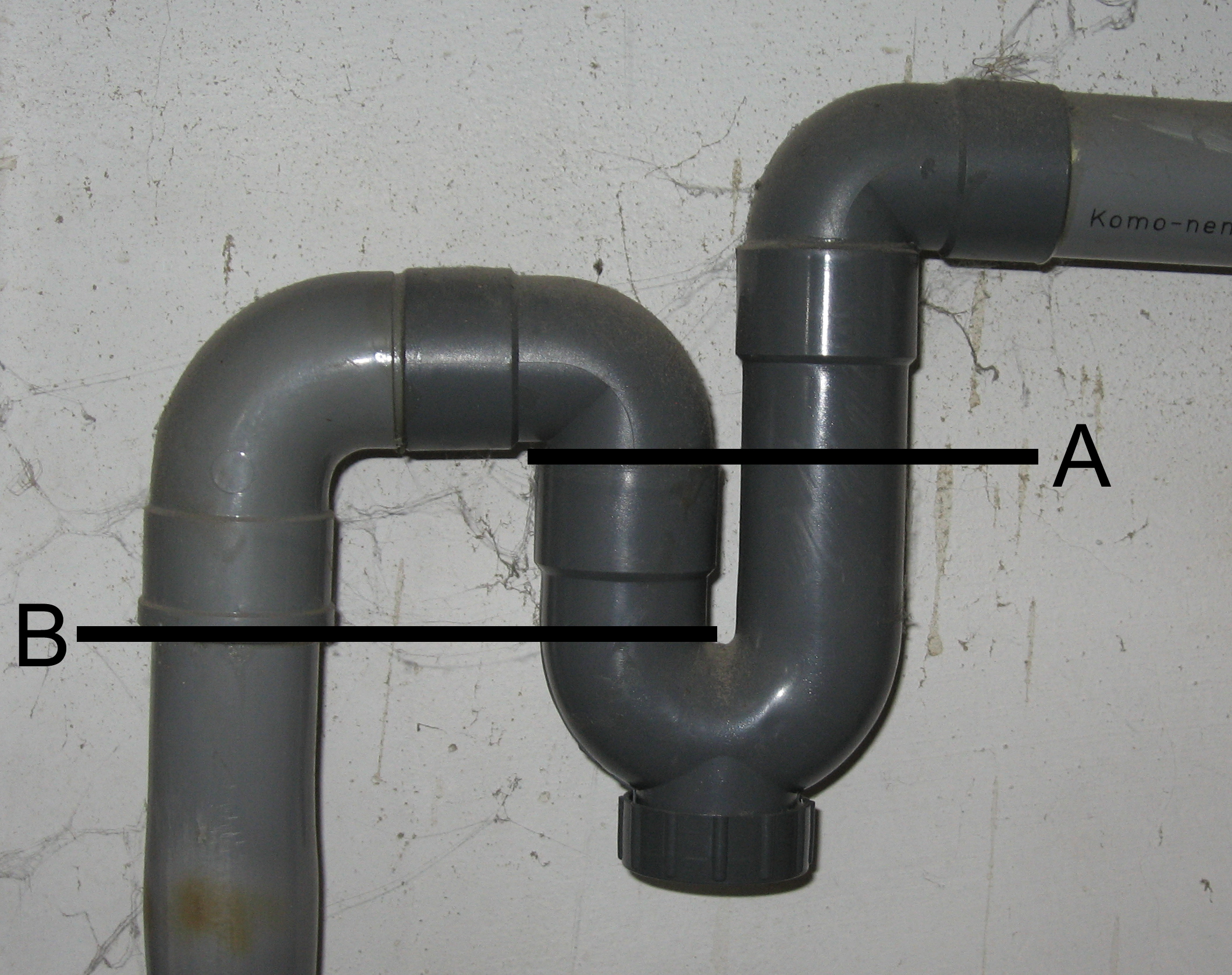
شترگلوی U-شکل

شترگلو لوله‌ای به شکل S یا U است که به‌طور قائم در زیر سینک ظرف‌شویی، آبریزها یا لوله‌های فاضلاب و به‌خصوص توالت ایرانی قرار می‌گیرد.
کار آن جلوگیری از نشت بوی بد و مقابله با پدیدهٔ فشار معکوس در لوله‌های فاضلاب است.در واقع آب موجود در قسمت u شکل شتر گلو مانند عایع مانع خروج گاز نامطبوع فاضلاب به فضای خارج توالت میشود.از مهمترین مشکلات شترگلویی توالت یا سینک ظرفشویی میتوان به خشک شدن آب شتر گلوویی اشاره کرد.حال میخواهیم بررسی کنیم که خشکی شتر گلویی چگونه باعث ایجاد بوی نامطبوع در سیستم توالت خانه شما میشود.
خشکی شتر گلویی
اصلی ترین عامل ایجاد بوی نامطبوع در توالت های ایرانی و فرنگی خشکی مسیر شتر گلویی است همانطور که در شکل پیداست علت وجود آب در قسمت u شکل شتر گلویی جلوگیری از خروج گاز فاضلاب به فضای بیرون توالت است .در واقع آب موجود در شتر گلویی در این سیستم مانند عایق عمل میکند.چنانچه به علت تراز بندی نامناسب ،شکستگی یا نشت آب از اتصالات ، آب موجود در شتر گلویی خشک شود بوی بد فاضلاب به داخل منزل شما راه پیدا میکند
رفع این مشکل در اکثر مواقع کار دشواریست که نیاز به کنده کاری ،لوله گذاری و آببندی مجدد اتصالات دارد.توصیه میشود برای حل مشکل از یک متخصص کمک بخواهید.

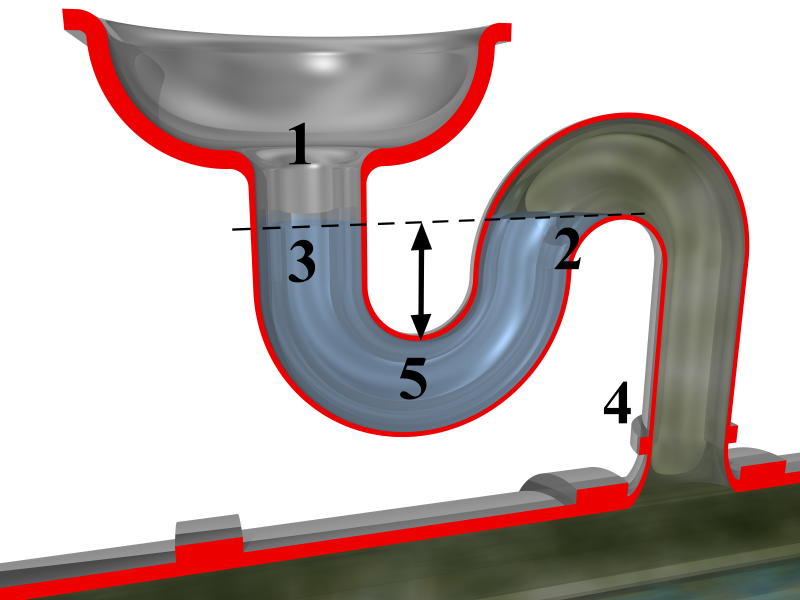
شترگلوی S-شکل